# Zejastuwmeer
Het Zejastuwmeer (Russisch Зейское водохранилище; Zejskoje vodochanilisjtsje) is een groot stuwmeer in de Russische oblast Amoer. Het vormt onderdeel van de rivier de Zeja. Het stuwmeer heeft een maximale diepte van 93 meter. De in 1972 voltooide Zejadam met de bijbehorende waterkrachtcentrale is de grootste van Oost-Siberië. De stuwdam ligt bij de gelijknamige stad Zeja en vult een 40 kilometer breed dal. De Spoorlijn Baikal-Amoer loopt langs de noordelijke rand en loopt er met een 1100 meter lange brug overheen.